# The Twilight of Her Life
The Twilight of Her Life è un cortometraggio muto del 1913 prodotto dalla Lubin. Il nome del regista non viene riportato nei credit del film.

## Produzione
Il film fu prodotto dalla Lubin Manufacturing Company.

## Distribuzione
Distribuito dalla General Film Company, il film - un cortometraggio in una bobina - uscì nelle sale USA il 9 febbraio 1913.